# Calolampra indonesica
Calolampra indonesica es una especie de cucaracha del género Calolampra, familia Blaberidae.

## Distribución
Esta especie se encuentra en Indonesia.